# Élections municipales de 1959 dans le Finistère
Les élections municipales dans le Finistère ont eu lieu les 8 et 15 mars 1959.

## Maires sortants et maires élus
| Commune            | Population | Maire sortant              | Parti | Parti    | Maire élu            | Parti | Parti    |
| ------------------ | ---------- | -------------------------- | ----- | -------- | -------------------- | ----- | -------- |
| Audierne           | 3 903      | Francis Postic             |       | PCF      | Francis Postic       |       | PCF      |
| Bannalec           | 5 511      | Lucien Picard              |       | SFIO     | Pierre Boëdec        |       | SFIO     |
| Brest              | 110 713    | Auguste Kervern            |       | MRP      | Georges Lombard      |       | CNIP     |
| Briec              | 3 647      | Yves Le Page               |       | MRP      | Pierre Stéphan       |       | MRP      |
| Carhaix-Plouguer   | 4 032      | Jean Rohou                 |       | DVD      | Jean Rohou           |       | DVD      |
| Châteaulin         | 3 958      | Hervé Mao                  |       | SFIO     | Hervé Mao            |       | SFIO     |
| Cléder             | 4 633      | Yves Berthévas             |       | MRP      | Yves Berthévas       |       | MRP      |
| Clohars-Carnoët    | 3 931      | Julien Le Grévellec        |       | SFIO     | Julien Le Grévellec  |       | SFIO     |
| Concarneau         | 10 341     | Charles Linement           |       | SFIO     | Charles Linement     |       | SFIO     |
| Crozon             | 7 032      | Albert Le Lann             |       | DVD      | Albert Le Lann       |       | DVD      |
| Douarnenez         | 20 089     | Marcel Arnous des Saulsays |       | MRP      | Henri Mottier        |       | MRP      |
| Ergué-Armel        | 9 049      | Yves Thépot                |       | SFIO     | Yves Thépot          |       | SFIO     |
| Fouesnant          | 3 580      | Louis Le Calvez            |       | MRP      | Louis Le Calvez      |       | MRP      |
| Guipavas           | 6 105      | Hervé Hallegot             |       |          | Hervé Hallégot       |       |          |
| Kerfeunteun        | 5 655      | François Maillet           |       | CNIP     | Adolphe Le Hir       |       | CNIP     |
| Landerneau         | 10 950     | Jean-Louis Rolland         |       | SFIO     | Jean-Louis Rolland   |       | SFIO     |
| Landivisiau        | 4 926      | Joseph Pinvidic            |       | CNIP     | Joseph Pinvidic      |       | CNIP     |
| Le Guilvinec       | 4 804      | Marc Scouarnec             |       | PCF      | Marc Scouarnec       |       | PCF      |
| Le Relecq-Kerhuon  | 5 985      | Yves Le Maout              |       | SFIO     | Yves Le Maout        |       | SFIO     |
| Lesneven           | 5 181      | Joseph Martin              |       |          | Joseph Martin        |       |          |
| Loctudy            | 4 021      | Sébastien Guiziou          |       | DVD      | Sébastien Guiziou    |       | DVD      |
| Moëlan-sur-Mer     | 6 517      | Pierre Daniélou            |       |          | Louis Orvoën         |       | MRP      |
| Morlaix            | 15 037     | Jean Le Duc                |       | MRP      | Jean Le Duc          |       | MRP      |
| Penhars            | 7 187      | Léon Goraguer              |       | SFIO     | Léon Goraguer        |       | SFIO     |
| Penmarc'h          | 7 204      | Thomas Donnard             |       | PCF      | Thomas Donnard       |       | PCF      |
| Plabennec          | 4 036      | Félix Le Joliff            |       |          | Félix Le Joliff      |       |          |
| Pleyben            | 3 998      | Jean Saliou                |       | UNR      | Jean Saliou          |       | UNR      |
| Plonéour-Lanvern   | 4 040      | René Diquélou              |       |          | René Diquélou        |       |          |
| Plonévez-du-Faou   | 3 524      |                            |       |          | Alain Bernard        |       |          |
| Ploudalmézeau      | 4 177      | François Squiban           |       |          | François Squiban     |       |          |
| Plouescat          | 4 131      | Pierre Trémintin           |       | MRP      | Pierre Trémintin     |       | MRP      |
| Plougastel-Daoulas | 6 945      | Jean Fournier              |       | DVD      | Jean Fournier        |       | DVD      |
| Plouguerneau       | 6 010      | Léon Guéguen               |       | CNIP     | Léon Guéguen         |       | CNIP     |
| Plouhinec          | 6 319      | Pascal Burel               |       |          | Pierre Quéré         |       |          |
| Plozévet           | 3 804      | Noël Larzul                |       | Rad.soc. | Hervé Henry          |       | Rad.soc. |
| Pont-l'Abbé        | 6 393      | Henry-Maurice Bénard       |       | MRP      | Henry-Maurice Bénard |       | MRP      |
| Quimper            | 19 352     | André Monteil              |       | MRP      | Gabriel Autrou       |       | MRP      |
| Quimperlé          | 10 030     | Hélène Le Garrec           |       | CNIP     | Alain Le Louédec     |       | UDSR     |
| Riec-sur-Bélon     | 4 206      | Jacques Cadoret            |       |          | Jacques Cadoret      |       |          |
| Roscoff            | 4 225      | Célestin Seïté             |       | DVD      | Célestin Seïté       |       | DVD      |
| Saint-Pol-de-Léon  | 8 585      | Henri Le Sann              |       | MRP      | Henri Le Sann        |       | MRP      |
| Scaër              | 7 204      | Pierre Salaün              |       | PCF      | Pierre Salaün        |       | PCF      |
| Trégunc            | 4 795      | Michel Naviner             |       | DVG      | Auguste Picart       |       | PCF      |